# Закон життя
«Закон життя» (рос. Закон жизни) — радянський художній фільм, знятий в 1940 році за сценарієм Олександра Авдєєнка режисерами Борисом Івановим і Олександром Столпером. Фільм вийшов на екрани на початку серпня 1940 року і йшов всього кілька днів — був спішно вилучений після анонімної рецензії в газеті «Правда».

## Сюжет
Сергій Паромов просить дозволу ректора Бабанова про проведення прощального вечора в стінах медінституту. З дочкою Бабанова Наташею його пов'язують романтичні стосунки. На вечорі несподівано з'являється секретар комсомолу Огнєрубов, що проповідує студентам «збочені цінності» в дусі «кожному за потребами». Вечір перетворюється в пиятику. Сергій Паромов безуспішно намагається пробудити совість в студентах. Однак всі вони, включаючи Наташу, абсолютно зачаровані Огнєрубовим. З яким, в результаті, Наташа їде зустрічати світанок на морі. Сергій Паромов вступає в боротьбу з Огнєрубовим за допомогою друкованого слова. На жаль, мало хто може повірити, що боротьба його не пов'язана з простими ревнощами. Однак на вирішальних зборах комсомолу виступає сестра Наташі Ніна, якій є що розповісти про моральне обличчя Огнєрубова, виявляється Огнєрубов кинув її з дитиною кілька років тому. Цей факт вирішує результат зборів на користь Сергія Паромова. Кульмінацією фільму є промова Сергія Паромова про моральне обличчя комсомольця. У фіналі фільму Сергій Паромов стає новим секретарем комсомолу.

## У ролях
- Данило Сагал — Сергій Паромов
- Освальд Глазунов — Бабанов Матвій Георгійович, ректор медінституту
- Ніна Зорська — Наташа Бабанова
- Олександр Лук'янов — Огнєрубов
- Олена Кондратьєва — Ніна Бабанова, старша дочка Бабанова
- Анна Запорожець — Клавдія Степанівна Бабанова, дружина Бабанова
- Григорій Шпігель — Віктор Черьомушкін, редактор багатотиражної газети «Вузовець»
- Михайло Сидоркин — Власич, приятель Огнєрубова
- Іван Любєзнов — Микола Звєрєв, студент медичного інституту
- Олексій Алексєєв — Ігор Саратовський, заступник редактора газети
- Наталія Гіцерот — студентка
- Валентина Караваєва — студентка
- Олександр Смирнов — студент
- Федір Іванов — студент
- Віктор Бубнов — відвідувач в приймальні Огнєрубова
- Борис Терентьєв — Іван Данилович, секретар обкому партії
- Анна Павлова — секретар Паромова
- Надир Малишевський — відвідувач в приймальні Паромова
- Олександр Фролов — студент
- Ніна Федосюк — телефоністка
- Ніна Петропавловська — студентка

## Знімальна група
- Режисери — Олександр Столпер, Борис Іванов
- Сценарист — Олександр Авдєєнко
- Оператор — Сергій Уралов
- Композитор — Микола Крюков
- Художник — В'ячеслав Іванов